# دوري كرة القدم الأمريكية 1939–40
دوري كرة القدم الأمريكية 1939–40 هو موسم من دوري كرة القدم الأمريكية ‏. فاز فيه Kearny Scots ‏.